# Anastácio II
Anastácio II (em grego:  Αναστάσιος Β΄) († 719), foi o imperador bizantino entre 713 e 715, um período conhecido como "Anarquia de vinte anos".

## Biografia
Anastácio foi baptizado Artémio (Αρτέμιος), e fez carreira como burocrata e secretário imperial, ao serviço dos imperadores seus antecessores. Depois do golpe de Estado que derrubou (e deixou cego) o imperador Filípico, levado a cabo pelas tropas do Tema Opsiciano estacionadas na Trácia, Artémio foi aclamado imperador pelos soldados. Decidiu então adoptar o nome de Anastácio, possivelmente influenciado pelo nome de um outro alto funcionário da burocracia bizantina que também ascendera à suprema dignidade imperial. Pouco depois da sua subida ao trono Anastásio II tomou medidas para restaurar a disciplina do exército e executou os oficiais que tinham estado directamente envolvidos na conspiração que depôs Filípico.
Anastácio repôs em vigor as deliberações do Terceiro Concílio de Constantinopla (sexto concílio ecuménico), revogando para isso os decretos monotelistas editados por Filípico, e depôs o monotelista João VI, patriarca de Constantinopla, substituindo-o pelo ortodoxo Germano I em 715. Estas acções puseram termo ao curto cisma entre a Igreja Ortodoxa e a Igreja Católica.
O império, livre por algum tempo da ameaça dos búlgaros na Trácia, era agora ameaçado pelos muçulmanos, tanto por mar como por terra, e as incursões daqueles chegaram a penetrar na Galácia em 714. Anastácio tentou restabelecer a paz pela via diplomática. Perante o fracasso dos seus emissários em Damasco, Anastácio mandou reforçar as muralhas de Constantinopla e ordenou a construção de uma nova frota. No entanto, a morte do califa Ualide I em 715 deu a oportunidade a Anastásio de atacar os Omíadas: a frota foi enviada para se concentrar em Rodes, com ordens não apenas para resistir a qualquer avanço muçulmano por mar como também para atacar e destruir as instalações de apoio à navegação que os árabes lá tinham instalado, e um exército foi enviado, por terra, pela Anatólia em direcção à Síria, sob o comando de Leão III, o Isauro, que viria mais tarde a ser o imperador Leão III e o fundador da dinastia isaura.
As tropas do Tema Opsiciano, descontentes com as medidas disciplinadoras do imperador, e tendo ganho, ao que parece, um claro gosto pela rebelião, amotinaram-se, assassinaram João e proclamaram imperador Teodósio, um cobrador de impostos de baixa condição que encontraram e que, por razões que não são ainda inteiramente claras, decidiram aclamar. Depois de um cerco de seis meses, Teodósio entrou em Constantinopla; Anastácio, que se refugiara em Niceia, foi obrigado a submeter-se ao novo imperador em 716 e retirou-se para um mosteiro em Tessalónica.
Com a subida ao trono de Teodósio III, os Bizantinos assistiram ao seu sexto imperador no espaço de vinte anos, sendo que cinco deles tinham morrido de modo violento - e pouco faltava para o sexto ter um destino semelhante. Este foi o período de maior instabilidade que o Império padeceu desde a fundação da cidade de Constantinopla, em 330, por Constantino. 
Anastácio ainda veio a liderar uma revolta contra Leão III, o Isauro, que sucedera entretanto a Teodósio III. Conseguiu reunir muitos apoios, incluindo o de auxiliares alegadamente fornecidos por Tervel da Bulgária, aproveitando as lutas intestinas no império para imiscuir-se e procurar obter ganhos territoriais. O cronista Teófanes, o Confessor, que é quem fornece esta informação, confunde mais adiante Tervel com o seu sucessor Cormésio, pelo que é possível que Anastásio se tenha aliado ao governante mais jovem. As forças rebeldes avançaram com rumo a Constantinopla mas a expedição falhou, e Anastácio, capturado, foi mandado executar por Leão III.